# Jacques-Yves Cousteau
Jacques-Yves Cousteau (Saint-André-de-Cubzac kraj Bordeauxa, 11. lipnja 1910. – Pariz, 25. lipnja 1997.), francuski istraživač mora i redatelj dokumentarnih filmova.
U suradnji s Emile Gegnanom konstruirao je ronilački aparat "vodena pluća", uređaje za podvodno snimanje i lake podmornice. Redatelj je popularnih dokumentarnih filmova o podmorju. Najpoznatiji svjetski istraživač i filmski dokumentarist podmorja.
Godine 1967. primljen je u Kuću slavnih vodenih športova kao doprinositelj.
2016. o njemu je snimljen pustolovno-biografski film Odiseja.